# Octahedron
Octahedron is het vijfde studioalbum van de Amerikaanse band The Mars Volta. De releasedatum voor Noord-Amerika was 23 juni 2009, maar voor enkele landen in Europa waaronder ook Nederland en België was dit 19 juni. Een gelimiteerde uitgave van het album werd 17 juni al uitgebracht in Japan.

Dit is het eerste album van de band dat door Warner werd uitgebracht in Noord-Amerika. In Europa en de rest van de wereld is de platenmaatschappij Mercury Records.

## Singles
Op 14 april werd officieel bevestigd dat de titel Octahedron was en het album in juni zou verschijnen. Ook werd toen aangekondigd dat in Noord-Amerika de eerste single Since We've Been Wrong zou zijn, terwijl in Europa Cotopaxi de eerste single is. Cotopaxi ging op 22 april in première in een programma van BBC Radio 1.

## Tracklist
1. Since We've Been Wrong
2. Teflon
3. Halo of Nembutals
4. With Twilight as My Guide
5. Cotopaxi
6. Desperate Graves
7. Copernicus
8. Luciforms